# Dysolobium grande
Dysolobium grande là một loài thực vật có hoa trong họ Đậu. Loài này được (Benth.) Prain miêu tả khoa học đầu tiên.